# 레오노르 와틀링
레오노르 엘리사베트 세발로스 와틀링(스페인어: Leonor Elizabeth Ceballos Watling, 1975년 7월 28일 ~ )은 스페인의 배우, 가수이다.

## 약력
스페인 마드리드에서 안달루시아 태생의 부친과 영국인 모친 사이에서 태어났다. 무용가가 꿈이었으나, 무릎 부상으로 좌절하고 난 후에 영화로 눈을 돌려 15세때에 파블로 마요르카 감독의 Jardines colgantes란 작품으로 데뷔한다. 그 후 잉글랜드 런던으로 유학하여 영화에 대해 공부했고, 이후에는 TV에도 출연하게 된다. 2002년에는 《엄마는 여자를 좋아해》에서 모친의 커밍아웃에 좌충우돌하면서 자신을 찾아가는 둘째 딸 역을 열연하여 고야상에 지명되기도 한다. 최근 작품으로는 일라이저 우드 등과 연기한 《옥스퍼드 살인》등이 있다.

## 출연 작품
- 뮤즈 - 리디아 역